# أحمد ظاهر (لاعب كرة قدم)
أحمد حسن ظاهر (بالإنجليزية: Ahmed Hassan Daher)‏ (مواليد 17 أكتوبر 1982 في جيبوتي) لاعب كرة قدم جيبوتي دولي يجيد اللعب في خط الهجوم . يلعب حاليا لصالح نادي كليريمي الالباني منذ 2004 .

## الروابط الخارجية
- أحمد ظاهر على موقع الاتحاد الدولي (مؤرشف)  (الإنجليزية)
- أحمد ظاهر على موقع قاعدة بيانات كرة القدم.إي يو (الإنجليزية)
- أحمد ظاهر على موقع ناشيونال فوتبول تيمز (الإنجليزية)